# زاهارا شاتس
زاهارا شاتس (بالعبرية: זהרה ש"ץ) (1916 – 1999) رسامة ونحاتة إسرائيلية.
وهي ابنة بوريس شاتس مؤسس أكاديمة بيتساليل للرسم والتصميم في القدس.
حصلت على جائزة إسرائيل في مجال الرسم والنحت في عام 1955.

## حياتها
ولدت في القدس في عام 1916. ودرست في المدرسة الوطنية العليا للفنون التشكيلية في باريس. واكتسب شهرة في إسرائيل وفي الخارج. وأقامت العديد من المعارض الفنية.

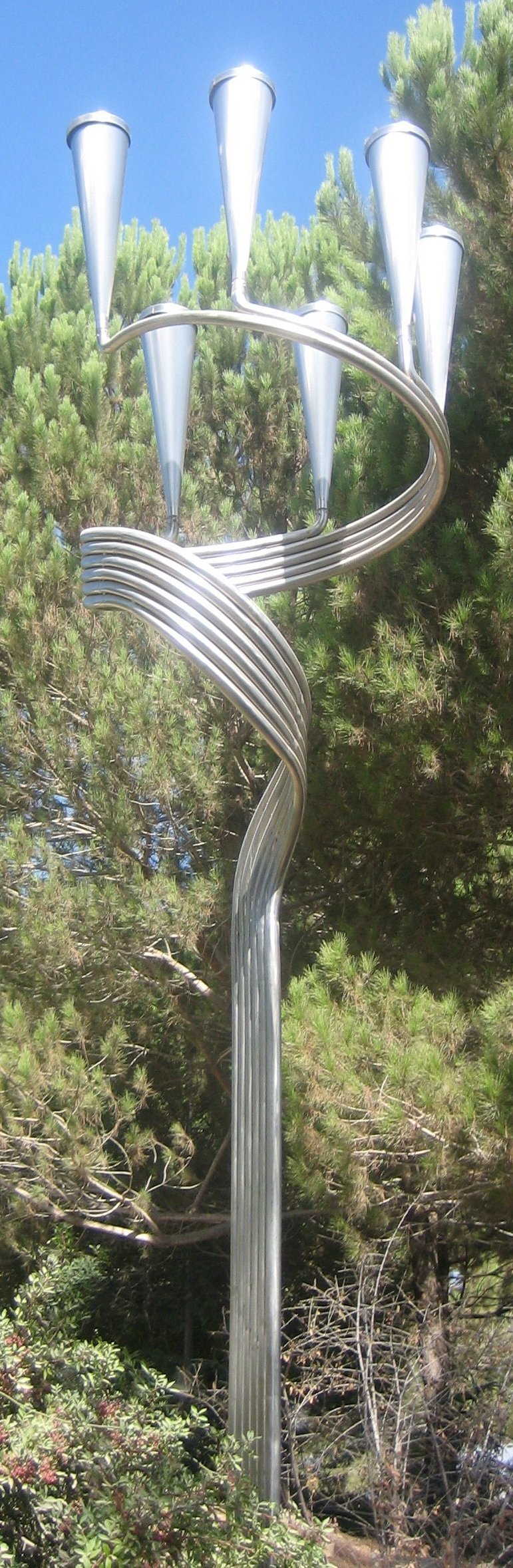
شمعدان سداسي من تصميم زاهارا شاتس - في نصب ياد فاشيم التذكاري في القدس

وحصلت على جوائز رفيعة في الولايات المتحدة وأوروبا ومنها جائزة من معرض ترينيالي ميلانو، ومن متحف الفن الحديث في نيويورك، حيث تلقت تقديرا بسبب تصميم مصباح في عام 1951. وقد صنعتها شركة هايفيتس الصناعية في الولايات المتحدة، وتميز ذلك المصباح بأنه يلقي ظلا مخروطيا يوجه الضوء إلى الأعلى على قرص معدني لنشر الضوء المنعكس.
وكان ذلك أحد النماذج العديدة من عملها، الذي احتذت فيه حذو والدها وأسلوبه الثنائي: البحث عن الفن الراقي وعن التصميم المتقن.
كما شاركت في معرض بينالي البندقية في عام 1959 وصممت البوابة المبنية في أكاديمية بيتساليل في بيت الرئيس في القدس.
عاشت شاتس في إسرائيل ونيويورك وشمال كاليفورنيا، حيث كانت عضوا في جماعة بيغ سور للكتاب والرسامين، والتي شملت النحات بيني بوفانو من سان فرانسيسكو، والكاتب هنري ميلر وأخيها بيتساليل شاتس.
وعاشت كذلك في بيركلي في كاليفورنيا، حيث كان مقربة من روزالي ريتز وهي رسامة قاعات المحاكم، وزوجها إروين ريتز وابنتهما الناشرة والمحررة جانيت ريتز.
رفضت زاهارا أسلوب والدها الميال الكلاسيكية الرومانسية، وإصراره على تطوير أسلوب إسرائيلي على حساب الحداثة الأوروبية الأمريكية.
وعملت كذلك مشرفة على التصميم الصناعي في وزارة التجارة والصناعة الإسرائيلية.

## جوائز
- حصل على جائزة إسرائيل في الرسم والنحت عام 1955.

- جائزة من متحف الفن الحديث في نيويورك عام 1951، عن تصميمها لمصباح.

- ميدالية الشرف من معرض ترينيالي ميلانو.

- جائزة ديزنغوف للنحت عام 1959.

- شاركت في معرض بينالي البندقية عام 1959.

- جائزة ياد فاشيم لتصميمها شمعدان سداسي عام 1960.

- جائزة شوشانا إيش شالوم في القدس عام 1991.